# 2017年Billboard Japan Hot 100シングル1位の一覧

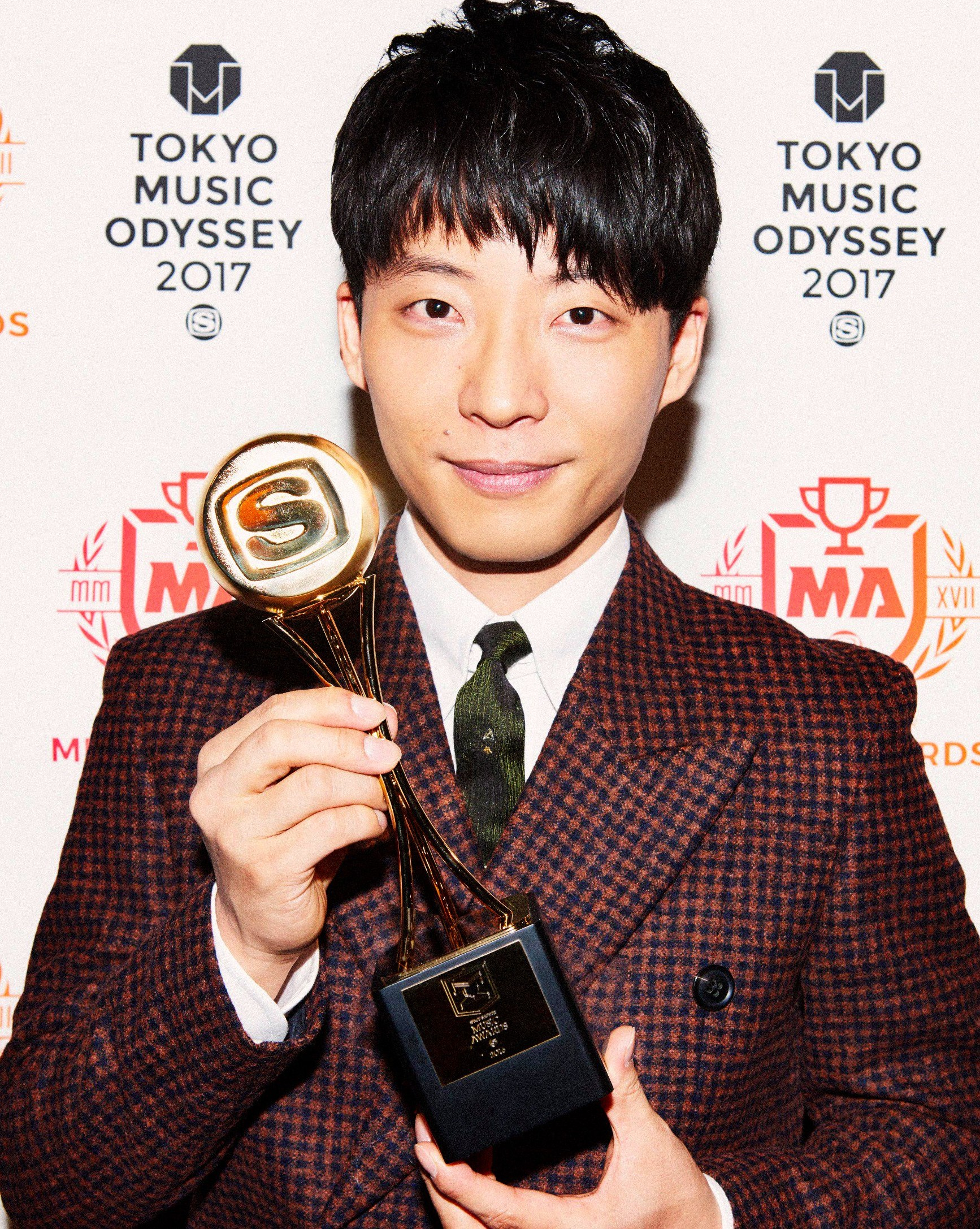
日本のシンガーソングライターの星野源（画像）はシングル「恋」で通算6週間の首位を獲得し、2017年の年間チャートで首位を獲得した。さらにシングル「Family Song」と合わせて通算7週間首位に滞在し、2017年に最も首位に滞在したアーティストとなった。

以下は、2017年のBillboard Japan Hot 100チャートシングル1位の一覧である。Billboard Japan Hot 100（以下Japan Hot 100）は、日本におけるシングルのヒットをランク付けした音楽チャートの一つである。Japan Hot 100は、CDセールスのみでは捉えられない世間のヒット感覚をチャートに反映させるため、CDセールスに加えてデジタルセールス、ストリーミング、動画再生回数、ラジオ・エアプレイ、ルックアップ、ツイート数からなる7つのデータを複合した総合チャートとして公開されている。
2017年のチャートの集計期間は2016年11月28日から2017年11月26日である。
年間チャート首位を獲得したシングルは星野源の「恋」であった。1月から2月にかけて6度の首位を記録するなど昨年後半以上にチャートを席巻し、2016年と合わせて通算11週にわたって首位を記録したシングルとなった。また、動画再生やストリーミングなどデジタル関連指標を伸ばしたDAOKO×米津玄師の「打上花火」が2度の首位を記録し、同年間チャートで第3位を記録した。その他に週間1位を獲得した楽曲では、欅坂46の「不協和音」「二人セゾン」が、CDパッケージだけでなくダウンロード、ストリーミングなどを含めたロングヒットとなり、同年間チャートでそれぞれ第4位、第5位を記録した。

## チャート遍歴
| 2017年年間チャート首位のシングル | 2017年年間チャート首位のシングル |

| 日付       | 曲名                                | アーティスト名                          | 出典   |
| ---------- | ----------------------------------- | --------------------------------------- | ------ |
| 1月2日付   | 「恋」                              | 星野源                                  | [ 3 ]  |
| 1月9日付   | 「恋」                              | 星野源                                  | [ 4 ]  |
| 1月16日付  | 「恋」                              | 星野源                                  | [ 5 ]  |
| 1月23日付  | 「恋」                              | 星野源                                  | [ 6 ]  |
| 1月30日付  | 「恋」                              | 星野源                                  | [ 7 ]  |
| 2月6日付   | 「なぐりガキBEAT」                  | 関ジャニ∞                               | [ 8 ]  |
| 2月13日付  | 「恋」                              | 星野源                                  | [ 9 ]  |
| 2月20日付  | 「EMMA」                            | NEWS                                    | [ 10 ] |
| 2月27日付  | 「バグっていいじゃん」              | HKT48                                   | [ 11 ] |
| 3月6日付   | 「OVER THE TOP」                    | Hey!Say!JUMP                            | [ 12 ] |
| 3月13日付  | 「Tonight」                         | Kis-My-Ft2                              | [ 13 ] |
| 3月20日付  | 「HAPPY」                           | 三代目J Soul Brothers from EXILE TRIBE  | [ 14 ] |
| 3月27日付  | 「シュートサイン」                  | AKB48                                   | [ 15 ] |
| 4月3日付   | 「インフルエンサー」                | 乃木坂46                                | [ 16 ] |
| 4月10日付  | 「ROCK THA TOWN」                   | Sexy Zone                               | [ 17 ] |
| 4月17日付  | 「不協和音」                        | 欅坂46                                  | [ 18 ] |
| 4月24日付  | 「青春時計」                        | NGT48                                   | [ 19 ] |
| 5月1日付   | 「I'll be there」                   | 嵐                                      | [ 20 ] |
| 5月8日付   | 「超ネバギバDANCE」                 | 超特急                                  | [ 21 ] |
| 5月15日付  | 「COLORS」                          | V6                                      | [ 22 ] |
| 5月22日付  | 「血、汗、涙」                      | 防弾少年団                              | [ 23 ] |
| 5月29日付  | 「背中越しのチャンス」              | 亀と山P                                 | [ 24 ] |
| 6月5日付   | 「MY SWAGGER」                      | GOT7                                    | [ 25 ] |
| 6月12日付  | 「願いごとの持ち腐れ」              | AKB48                                   | [ 26 ] |
| 6月19日付  | 「PICK IT UP」                      | Kis-My-Ft2                              | [ 27 ] |
| 6月26日付  | 「声明」                            | B'z                                     | [ 28 ] |
| 7月3日付   | 「ピースサイン」                    | 米津玄師                                | [ 29 ] |
| 7月10日付  | 「つなぐ」                          | 嵐                                      | [ 30 ] |
| 7月17日付  | 「Precious Girl」                   | Hey! Say! JUMP                          | [ 31 ] |
| 7月24日付  | 「The Red Light」                   | KinKi Kids                              | [ 32 ] |
| 7月31日付  | 「意外にマンゴー」                  | SKE48                                   | [ 33 ] |
| 8月7日付   | 「himawari」                        | Mr.Children                             | [ 34 ] |
| 8月14日付  | 「キスは待つしかないのでしょうか?」 | HKT48                                   | [ 35 ] |
| 8月21日付  | 「逃げ水」                          | 乃木坂46                                | [ 36 ] |
| 8月28日付  | 「Family Song」                     | 星野源                                  | [ 37 ] |
| 9月4日付   | 「打上花火」                        | DAOKO × 米津玄師                        | [ 38 ] |
| 9月11日付  | 「#好きなんだ」                     | AKB48                                   | [ 39 ] |
| 9月18日付  | 「奇跡の人」                        | 関ジャニ∞                               | [ 40 ] |
| 9月25日付  | 「聖域」                            | 福山雅治                                | [ 41 ] |
| 10月2日付  | 「打上花火」                        | DAOKO×米津玄師                          | [ 42 ] |
| 10月9日付  | 「勝利の凱歌」                      | 刀剣男士 formation of 三百年            | [ 43 ] |
| 10月16日付 | 「邪魔しないで Here We Go!」        | モーニング娘。'17                       | [ 44 ] |
| 10月23日付 | 「いつかできるから今日できる」      | 乃木坂46                                | [ 45 ] |
| 10月30日付 | 「One More Time」                   | TWICE                                   | [ 46 ] |
| 11月6日付  | 「風に吹かれても」                  | 欅坂46                                  | [ 47 ] |
| 11月13日付 | 「風に吹かれても」                  | 欅坂46                                  | [ 48 ] |
| 11月20日付 | 「Doors 〜勇気の軌跡〜」            | 嵐                                      | [ 49 ] |
| 11月27日付 | 「応答セヨ」                        | 関ジャニ∞                               | [ 50 ] |
| 12月4日付  | 「11月のアンクレット」              | AKB48                                   | [ 51 ] |
| 12月11日付 | 「赤い果実」                        | Kis-My-F2                               | [ 52 ] |
| 12月18日付 | 「MIC Drop」                        | 防弾少年団                              | [ 53 ] |
| 12月25日付 | 「J.S.B. HAPPINESS」                | 三代目 J Soul Brothers from EXILE TRIBE | [ 54 ] |

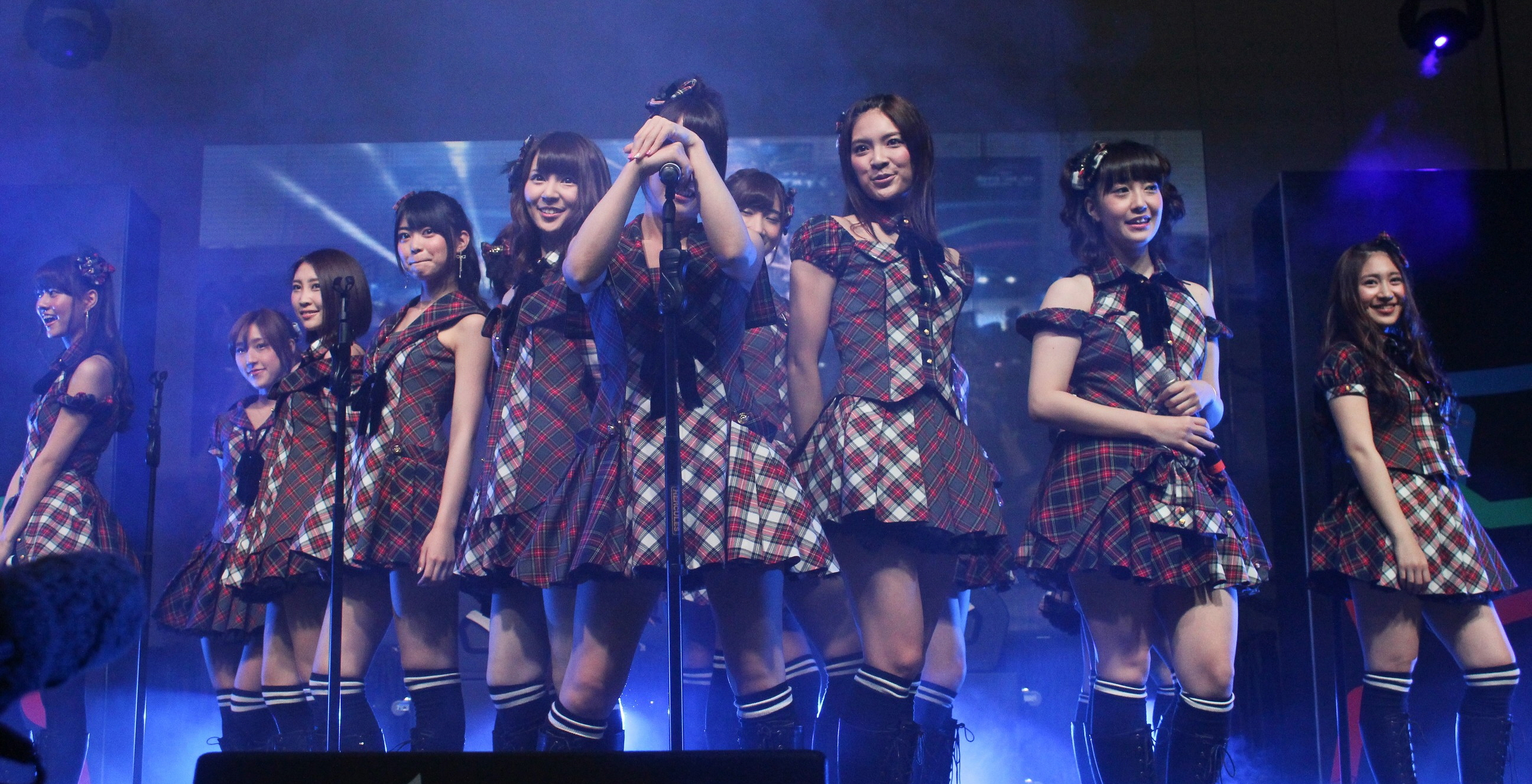
日本の女性アイドルグループのAKB48（画像）はシングル「シュートサイン」「願いごとの持ち腐れ」「＃好きなんだ」「11月のアンクレット」らで首位を獲得し、最も首位獲得曲数が多いアーティストとなった。

- 備考：チャート順位は、毎週月曜に設定されているチャートの日付より早く前週の水曜日の公開されているため、チャートの日付と実際の公開日は5日程度のズレがある。